# Пышный, Дмитрий Владимирович
Дмитрий Владимирович Пышный (род. 1 августа 1969 года) — российский биохимик, профессор РАН (2016), член-корреспондент РАН (2016), директор ИХБФМ СО РАН (2017). Замминистра науки и высшего образования России (с 2022).

## Биография
Окончил отделение химии факультета естественных наук Новосибирского государственного университета в 1992 году (кафедра молекулярной биологии).
Работал в ИХБФМ СО РАН (студент, аспирант, младший научный сотрудник, научный сотрудник, заведующий лабораторией бионанотехнологии, биомедицинской химии, заместитель директора по научной работе, директор).
Область научных интересов: гибридизация нуклеиновых кислот с олигонуклеотидами, их аналогами и производными, термодинамический анализ комплексообразования нуклеиновых кислот.
В 1998 году защитил кандидатскую (Новый подход к повышению селективности взаимодействия олигонуклеотидов и их производных с нуклеиновыми кислотами) и в 2011 году докторскую диссертацию (Молекулярные инструменты на основе составных олигонуклеотидных конструкций).
Преподаватель ФЕН НГУ. Доцент по специальности «Биоорганическая химия» (2007).
Автор более 350 научных публикаций, 16 патентов. Научный руководитель 5 кандидатских диссертаций.
В ноябре 2022 года был назначен заместителем министра науки и высшего образования РФ. В связи с этим назначением, временно исполнять обязанности директора ИХБФМ стал Владимир Коваль.

## Награды и премии
1997 — Премия журнала «Биоорганическая химия»
1998 — Премия МАИК
1999 — лауреат VII Конкурса молодых ученых Европейской Академии наук
1999, 2005 — грамоты и благодарности РАН и СО РАН
2007 — благодарность администрации Советского района
2009 — грамота Министерства образования и науки РФ
2012 — благодарность Министерства образования, науки и инновационной политики Новосибирской области
2013 — грамота Фонда «Научно-технологический парк Новосибирского Академгородка»
2014 — заслуженный ветеран Сибирского отделения РАН с вручением нагрудного знака;
2016 — почетное звание «Профессор РАН»
2017 — член-корреспондент РАН